# Prawo dewizowe
Prawo dewizowe – zespół norm prawnych określających obrót dewizowy z zagranicą oraz obrót wartościami dewizowymi w kraju, a także działalność gospodarczą w zakresie kupna i sprzedaży wartości dewizowych oraz pośrednictwa w ich kupnie i sprzedaży. Aktualnie kwestie te reguluje ustawa z dnia 27 lipca 2002 roku – Prawo dewizowe (Dz.U. z 2024 r. poz. 1131). W polskim prawie dewizowym zasadę stanowi swoboda obrotu dewizowego. Prawodawca może jednak wprowadzić tutaj pewne ograniczenia.

## Ustawa o prawie dewizowym
Prawo dewizowe określa obrót dewizowy z zagranicą oraz obrót wartościami dewizowymi w
kraju, a także działalność gospodarczą w zakresie kupna i sprzedaży wartości dewizowych
oraz pośrednictwa w ich kupnie i sprzedaż.

### Nowelizacje
Ustawę nowelizowano wielokrotnie.

## Pojęcie wartości dewizowych
Wartości dewizowe to, według obecnej ustawy:
- zagraniczne środki płatnicze:
  - waluty obce,
  - dewizy,
- złoto dewizowe i platyna dewizowa - złoto i platyna w stanie nieprzerobionym oraz w postaci sztab, monet bitych po 1850 r., a także półfabrykatów, z wyjątkiem stosowanych w technice dentystycznej; złotem dewizowym i platyną dewizową są również przedmioty ze złota i platyny zazwyczaj niewytwarzane z tych kruszców.

## Pojęcie dewiz
Dewizami są papiery wartościowe, a także inne dokumenty, które pełnią funkcję środka płatniczego. Muszą być wystawione w walutach obcych.
Dewizami mogą być:
- krótkoterminowe należności,
- dokumenty stwierdzające istnienie zagranicznych należności u zagranicznych kontrahentów (weksle, czeki, przekazy).

Dewizami nie są waluty, długoterminowe lokaty, akcje. W okresie PRL waluty wymienialne państw kapitalistycznych były potocznie nazywane dewizami.

## Podmioty prawa dewizowego
Prawo dewizowe wyróżnia dwie kategorie podmiotów biorących udział w obrocie dewizowym. Są to: rezydenci i nierezydenci. Podział ten jest dychotomiczny, co oznacza, że nie można być jednocześnie rezydentem i nierezydentem.
Według Prawa dewizowego za rezydentów uważane są:
1. osoby fizyczne mające miejsce zamieszkania w kraju oraz osoby prawne mające siedzibę w kraju, a także inne podmioty mające siedzibę w kraju, posiadające zdolność zaciągania zobowiązań i nabywania praw we własnym imieniu; rezydentami są również znajdujące się w kraju oddziały, przedstawicielstwa i przedsiębiorstwa utworzone przez nierezydentów,
2. polskie przedstawicielstwa dyplomatyczne, urzędy konsularne i inne polskie przedstawicielstwa oraz misje specjalne, korzystające z immunitetów i przywilejów dyplomatycznych lub konsularnych.

Nierezydentami są:
1. osoby fizyczne mające miejsce zamieszkania za granicą oraz osoby prawne mające siedzibę za granicą, a także inne podmioty mające siedzibę za granicą, posiadające zdolność zaciągania zobowiązań i nabywania praw we własnym imieniu; nierezydentami są również znajdujące się za granicą oddziały, przedstawicielstwa i przedsiębiorstwa utworzone przez rezydentów,
2. obce przedstawicielstwa dyplomatyczne, urzędy konsularne i inne obce przedstawicielstwa oraz misje specjalne i organizacje międzynarodowe, korzystające z immunitetów i przywilejów dyplomatycznych lub konsularnych.